# Jan Scheere
Jan Scheere (* 25. Juni 1909 in Lier; † 16. Juli 1977) war ein belgischer Moderner Fünfkämpfer, Geologe und Hochschullehrer.
Scheere nahm an den Olympischen Sommerspielen 1936 in Berlin teil, bei denen er den 34. Rang belegte.